# Pararge impupillata
Pararge impupillata är en fjärilsart som beskrevs av Barend J. Lempke 1947. Pararge impupillata ingår i släktet Pararge och familjen praktfjärilar. Inga underarter finns listade i Catalogue of Life.